# Rhyphodon
Rhyphodon — це вимерлий рід Notoungulate, який жив із середнього до пізнього еоцену на території сучасної Південної Америки.

## Опис
Цей рід відомий лише за останками черепа, але, порівнюючи його з деякими з його більш відомими родичами, можна реконструювати його зовнішній вигляд. Ріфодон, ймовірно, був травоїдною твариною середнього розміру, розміром з велику собаку, з сильними ногами, кожна з яких мала п'ять копитних пальців. Череп довжиною понад 20 сантиметрів мав відносно коротку морду та примітивний і повний набір зубів. Нижня щелепа мала три різці, ікло, чотири премоляри і три моляри. Зуби були схожі на зуби його родича Periphragnis, від якого вони відрізнялися відсутністю пояса та більшим покриттям зморшкуватої емалі на молярах.
Скам'янілість, яку приписують Рифодону, зберігає ендокраніальний зліпок, що дозволяє дослідникам реконструювати форму різних структур мозку тварин; ендокран був подібний до інших архаїчних унгулят, таких як Phenacodus і Notostilops, але з деякими помітними відмінностями. Rhyphodon мав дещо менші нюхові цибулини, ніж базальні notoungulate Notostilops, і вони були загнуті вниз. Порівняно з Notostilops, півкулі головного мозку були менш звивистими. Не було окремого зорового каналу і задньобокового церебрального венозного каналу.

## Класифікація
Рід Rhyphodon був вперше описаний у 1899 році Сантьяго Ротом на основі викопних останків, які спочатку вважалися крейдяним періодом і лише пізніше визнано еоценовими. Типовий вид, Rhyphodon lankesteri, був виявлений біля Лаго Мустерс у Патагонії на теренах пізнього еоцену. Більш ранній вид, Rhyphodon angusticephalus, відомий з Каньядон Колорадо, в провінції Чубут в Аргентині.
Rhyphodon історично входить до родини Isotemnidae, найдавнішої та найменш спеціалізованої відомої родини токсодонтів. Однак ця група могла бути парафілетичною і складатися з різних форм, більш-менш спеціалізованих у межах Toxodonta; згідно з дослідженням 2011 року, Rhyphodon належить до роду Pampahippus.